# Baldersheim
Baldersheim ist eine französische Gemeinde im Département Haut-Rhin im Elsass in der Region Grand Est (bis 2015 Elsass). Sie gehört zum Kanton Rixheim im Arrondissement Mulhouse und zählt 2577 (Stand 1. Januar 2022) Einwohner.

## Geografie
Baldersheim liegt rund sieben Kilometer nordöstlich von Mülhausen und wird in Süd-Nord-Richtung vom Quatelbach durchflossen, der hier parallel zur Ill verläuft.
Zwei Kilometer westlich des Ortszentrums fließt die Ill, auf der anderen Seite liegt Wittenheim. Nordwestlich grenzt Baldersheim an Ruelisheim, nördlich an Battenheim, östlich an Ottmarsheim und südlich an Sausheim.
Östlich von Baldersheim liegt der staatseigene Forêt de la Hardt, ein Natura 2000-Gebiet gemäß der Vogelschutzrichtlinie. Ein alter Teilabschnitt des Rhein-Rhône-Kanals führt auf dem Gebiet der Gemeinde durch den Wald.

## Geschichte
Baldersheim wurde zum ersten Mal zu Beginn des 9. Jahrhunderts als Balteresheim erwähnt. Die erste Kirche wurde 1273 erbaut. Der Ort gehörte zum Besitz der Klöster auf dem Odilienberg und  in Ebersmünster. Seit 1303 gehörte er den Habsburgern und kam 1648 mit dem Westfälischen Frieden zu Frankreich. Die heutige Kirche stammt aus dem Jahr 1780.
Von 1871 bis zum Ende des Ersten Weltkrieges gehörte Baldersheim als Teil des Reichslandes Elsaß-Lothringen zum Deutschen Reich und war dem Kreis Mülhausen im Bezirk Oberelsaß zugeordnet.
Während des Zweiten Weltkriegs wurde Baldersheim zu etwa 80 % zerstört.
| Bevölkerungsentwicklung | Bevölkerungsentwicklung | Bevölkerungsentwicklung | Bevölkerungsentwicklung | Bevölkerungsentwicklung | Bevölkerungsentwicklung | Bevölkerungsentwicklung | Bevölkerungsentwicklung | Bevölkerungsentwicklung | Bevölkerungsentwicklung |
| ----------------------- | ----------------------- | ----------------------- | ----------------------- | ----------------------- | ----------------------- | ----------------------- | ----------------------- | ----------------------- | ----------------------- |
| Jahr                    | 1910                    | 1962                    | 1968                    | 1975                    | 1982                    | 1990                    | 1999                    | 2006                    | 2017                    |
| Einwohner               | [ 1 ]                   | 653                     | 981                     | 1474                    | 1837                    | 2238                    | 2206                    | 2514                    | 2616                    |

## Wappen
Wappenbeschreibung: In Rot eine runde nach rechts zeigende silberne Gürtelschließe.

## Infrastruktur
Baldersheim ist durch die Départementsstraße D 201 erschlossen. In unmittelbarer Nähe befindet sich die Europastraße 25, die hier mit der Autoroute A35 Lauterbourg–Straßburg–Colmar–Basel, genannt L'Alsacienne,  zusammenfällt.

## Sehenswürdigkeiten
|  |  |

Die Pfarrkirche Saint-Pierre et Saint-Paul aus dem letzten Viertel des 18. Jahrhunderts ist mit einer Orgel von 1873 ausgestattet.